# هيلين ماكدونالد
هيلين ماكدونالد (بالإنجليزية: Helen Macdonald)‏ هي عالمة طبيعية وصحفية ومؤلفة وكاتِبة بريطانية، ولدت في 1970 في تشيرتسي في المملكة المتحدة.

## وصلات خارجية
- هيلين ماكدونالد على موقع ميوزك برينز (الإنجليزية)